# Henrik Toft (politiker)
 For alternative betydninger, se Henrik Toft. (Se også artikler, som begynder med Henrik Toft)
Henrik Toft (født 29. august 1934 i Staby, død 2. november 2024) var en dansk gårdejer og politiker. Han var medlem af Folketinget, valgt for Venstre i Ringkøbing Amtskreds 1977-1984 og 1987-1988.

## Opvækst, uddannelse og erhverv
Henrik Toft blev født i Staby i Vestjylland i 1934 som søn af gårdejer Kristen Henriksen Toft og hustru Margrete Toft. Efter folkeskolen blev han landbrugsuddannet i bl.a. England, Tyskland, Østrig og Holland. Toft gik på Staby Efterskole 1950-1951, Rødding Højskole 1953-1954 og Bygholm Landbrugsskole 1958-1959.
Han var gårdejer og havde desuden tillidsposter i flere virksomheder og organisationer. Han var formand for andelsmejeriet Fjordsminde A/M i Staby 1965-1970 og medlem af bestyrelsen for Vestjydsk Mejeriselskab 1970-73. Han var formand for Ulfborg og Omegns Landboforening 1972-1981. Toft blev medlem af styrelsen for Danmarks Statistik i 1978, medlem af bestyrelsen for Staby Efterskole i 1982 og medlem af bestyrelsen for Helsefonden i 1982.

## Politisk karriere
Toft var formand for Venstres Ungdom for Ringkøbingegnen 1960-1962, og medlem af bestyrelsen for Staby Venstreforening 1962-1964 og fra 1968 og formand fra 1970 til 1978.
Han var medlem af Staby Sogneråd 1966-1970 og medlem af sammenlægningsudvalget forud for oprettelsen af Ulfborg-Vemb Kommunalbestyrelse 1970-1974. Han var formand for kommunens ligningskommission og for fritidsnævn og fritidskommission 1974-1977.
Fra 1975 til 1978 var han arbejdende suppleant i Jordbrugskommissionen for Ringkøbing Amt fra 1975 og derefter medlem 1978-1982.
Han blev folketingskandidat for Venstre i Ringkøbingkredsen i 1976 og valgt til Folketinget i Ringkøbing Amtskreds ved folketingsvalget 15. februar 1977. Han forblev medlem af Folketinget til 9. januar 1984 og var igen medlem fra 8. september 1987 til 10. maj 1988. Han var desuden kortvarigt midlertidigt folketingsmedlem i tre perioder i 1988 og 1989 som stedfortræder for Hanne Severinsen (to gange) og Helge Sander (en gang).
Henrik Toft er begravet ved Staby Kirke.